# Bjerkandera adusta
Bjerkandera adusta è una specie di fungo della famiglia delle Meruliaceae. È causa di una patologia vegetale che causa l'apparizione di carie bianca del legno, ma molto più frequentemente si presenta sul legno morto. 
È stato descritto scientificamente per la prima volta come Boletus adustus da Carl Ludwig Willdenow nel 1787.

## Descrizione
Cappello: basidiomi annuali, mensolati, imbricati e fusi lateralmente, talvolta arrivano a coprire estese aree sui tronchi, il singolo corpo fruttifero va dai 3 ai 7 cm, la superficie pileica, quando è presente è finemente vellutata, con zonature concentriche brune con margini ondulati, inizialmente biancastri, specialmente nelle forme resupinate, poi grigio scuro.
Gambo: assente.
Imenio: poroide, da grigio a nerastro, con 4-6 pori per mm, rotondeggianti, stirati e irregolari nelle forme cresciute più verticalmente; tubuli con spessore di 1-2 mm, grigio fumo, separati dal contesto da una sottile linea nera.
Carne: sottile, da pochi millimetri fino ad un massimo di 10 mm, di consistenza coriaceo-elastica. Il colore va dal biancastro all’ocra chiaro.
Odore: molto intenso e gradevole negli esemplari freschi, scompare se il fungo viene essiccato.

## Habitat
Questa specie è diffusa principalmente in America del Sud, Asia ed Europa, ma è stata rinvenuta anche in America del Nord. Cresce prediligendo il legno di latifoglie morte, ma più raramente si manifesta anche su quello di aghifoglie.
È un fungo parassita a crescita piuttosto lenta, che una volta insediato sulla pianta ne provoca la morte.

## Commestibilità
Nessun valore alimentare.

## Chimica
Poiché la Bjerkandera adusta produce enzimi che possono degradare gli idrocarburi policiclici aromatici, come quelli usati nei coloranti tessili sintetici, c'è stato un interesse di ricerca nello studio del fungo per un possibile uso come biorimedio.

## Specie simili
È confondibile con Trametes versicolor con il quale condivide l'habitat, e Bjerkandera fumosa.